# 東大宮 (さいたま市)
東大宮（ひがしおおみや）は、埼玉県さいたま市見沼区の町丁。現行行政地名は東大宮一丁目から東大宮七丁目。住居表示未実施地区。郵便番号は337-0051。
本項では、東大宮の前身で現在も残存する、北区・見沼区の町丁である砂町（すなちょう）と、その前身である見沼区の大字砂、さらにその前身の砂村についても述べる。

## 地理
東大宮は、さいたま市北部かつ見沼区北西部の平坦な大宮台地（片柳支台）上にあり、見沼区丸ヶ崎町・深作・島町・堀崎町・大和田町・砂町・砂および北区見沼・本郷町・今羽町、さらに上尾市原市・瓦葺と隣接する。
旧日本国有鉄道（現・東日本旅客鉄道〈JR東日本〉）宇都宮線の東大宮駅開業前は、雑木林や畑などの農地の中に家屋がまばらに点在する地域であった。しかし、東大宮駅開業後は同駅を中心に東西に土地区画整理事業が実施され、住宅地や商業地に発展している。地区を南北に貫き宇都宮線をまたぐ埼玉県道5号さいたま菖蒲線（第二産業道路）も整備され、沿道には商店も立ち並ぶ。
砂町は、かつての見沼の一部にあたる。砂町一丁目は周囲を見沼三丁目に囲まれている。砂町二丁目は東大宮二丁目の西側に位置する。
大字砂は、周囲を東大宮三丁目に囲まれた非常に狭い領域である。
地内には旧石器時代 - 弥生時代後期の遺跡である高台山遺跡、縄文時代後期・晩期の遺跡である東北原遺跡、古墳時代前期の遺跡である築地遺跡がある。また、西尾氏の陣屋跡（砂陣屋）があり、その一帯は根津山と呼ばれていた。

### 河川
- 見沼代用水西縁
  - かつては見沼代用水から砂村分水[注釈 2]が分岐していた[10]。現在の見沼分水に当たる。
- 芝川 - 砂町

### 地価
国土交通省地価公示
①
- 所在および地番：東大宮一丁目31番4
- 価格：147,000円/m2
- 利用現況：住宅

②
- 所在および地番：東大宮四丁目9番3
- 価格：279,000円/m2
- 利用現況：店舗兼事務所

③
- 所在および地番：東大宮四丁目70番12
- 価格：170,000円/m2
- 利用現況：住宅

①②③共に 2017年（平成29年）1月1日時点
都道府県地価調査
①
- 所在および地番：東大宮二丁目39番14
- 価格：164,000円/m2
- 利用現況：住宅

②
- 所在および地番：東大宮六丁目52番10
- 価格：145,000円/m2
- 利用現況：住宅

③
- 所在および地番：東大宮七丁目74番13外
- 価格：143,000円/m2
- 利用現況：住宅

①②③共に2016年（平成28年）7月1日時点

## 歴史
かつてこの一帯は江戸期より存在した武蔵国足立郡南部領の箕輪荘に属する砂村、古くは戦国期の1555年（弘治2年）ごろより存在した砂村であった。村高は正保年間の『武蔵田園簿』では300石余（田72石余、畑227石余）、『元禄郷帳』では318石余、『天保郷帳』では享保年間の見沼の開発（45石余）や延享年間の原地新田の開発により石高が増加し361石余であった。助郷は日光御成街道岩槻宿に出役していたが、享保・寛保年間は中山道上尾宿にも代出役していた。化政期の戸数は117軒で、村の規模は東西5町、南北10町余であった。村名は太田道灌がこの地を開拓した際に発見した古塚から金砂が得られたのでこの名がある。
- 1590年（天正18年）より旗本西尾氏の知行[10]。字築地には陣屋を設けたという。
- 1634年（寛永11年）より幕府領（天領）[10]。なお、検地は寛永16年に実施。見沼の持添新田（見沼新田）の検地は享保16年、原地の新田の検地は延享2年にそれぞれ実施。
- 1828年（文政11年）より岩槻宿寄場西組39か村組合に所属[10]。
- 幕末の時点では足立郡に属し、明治初年の『旧高旧領取調帳』の記載によると、幕府領（代官・大竹左馬太郎支配所）[12]。
- 1868年（慶応4年）6月19日：武蔵知県事・山田政則（忍藩士）の管轄となる。
- 1869年（明治2年） 
  - 1月13日：武蔵知県事・宮原忠英の管轄区域に大宮県を設置、同県の管轄となる。県庁は東京府馬喰町に置かれる。
  - 9月29日：県庁が浦和に置かれ浦和県に改称。
- 1871年（明治4年）11月13日：第1次府県統合により埼玉県の管轄となる。
- 1879年（明治12年）3月17日：足立郡の区域をもって行政区画としての北足立郡が発足。北足立郡に所属する[10]。郡役所は浦和宿に設置。
- 1885年（明治18年）7月16日：地内に日本鉄道第二区線（後の日本国有鉄道〈国鉄〉東北本線）が敷設され開業する。
- 1889年（明治22年）4月1日：町村制施行により、大和田村・砂村・土呂村・西本郷村・今羽村・堀崎村・島村が合併して大砂土村が発足。砂村は大砂土村の大字砂となる[10]。
- 1940年（昭和15年）11月3日：大宮町・三橋村・日進村・宮原村・大砂土村が合併（新設合併）し、大宮市が発足[13]。大宮市の大字となる[7]。
- 1947年（昭和22年）4月1日：現在の東大宮一丁目100番地1にあたる場所に、大宮市立第五中学校（現・さいたま市立大砂土中学校）が開校する。
- 1960年（昭和35年）12月19日：一部を事業区域に含む砂土地区画整理事業（第1工区 - 第3工区）の都市計画決定が告示される[14]。
- 1961年（昭和36年）7月15日：町名地番変更により[10]、大字砂および大字西本郷の各一部から砂町一丁目・二丁目が成立[7]。
- 1963年（昭和38年）2月28日：砂土地区画整理事業（第1工区）の事業計画決定が告示される[14]。
- 1964年（昭和39年）3月20日：国鉄東大宮駅開業。
- 1965年（昭和40年）
  - 4月1日：東大宮駅前派出所（交番）が開設される[15]。
  - 6月16日：東大宮駅前郵便局が開局する[15]。
- 1966年（昭和41年）11月8日：砂土地区画整理事業（第3工区）の事業計画決定が告示される[14]。
- 1967年（昭和42年）4月1日：地内に大宮市立見沼小学校（現・さいたま市立見沼小学校）が開校する[16]。
- 1969年（昭和44年）
  - 4月25日：大字砂1476-2の場所に「福寿幼稚園」が開園する[16]。
  - 8月2日：砂土地区画整理事業（第1工区）の換地処分が前日に行われた[14]ことに伴い、町名地番変更が行われ、大字丸ヶ崎・大字砂・砂町二丁目の各一部から東大宮一丁目・二丁目・四丁目・五丁目が成立[17]。町名は東大宮駅に由来[18]。
- 1971年（昭和46年）1月19日：砂土地区画整理事業（第2工区）の事業計画決定が告示される[14]。
- 1972年（昭和47年）4月14日：砂土地区画整理事業（第3工区）の換地処分が前日に行われた[14]ことに伴い、町名地番変更が行われ、大字砂および大字丸ヶ崎の各一部から東大宮六丁目が成立。
- 1974年（昭和49年）：砂町二丁目および堀崎町の一部から東大宮三丁目が成立。
- 1977年（昭和52年）12月28日：砂町一丁目・土呂町二丁目・本郷町の各一部から見沼三丁目が成立[19][10]。
- 1978年（昭和53年）4月1日：地内に埼玉栄東高等学校（現・栄東中学・高等学校）が開校する[16]。
- 1988年（昭和63年）4月18日：東大宮駅西口郵便局（四丁目）が開局する[15]。
- 1989年（平成元年）9月1日：東大宮駅東口ロータリー地下への自転車駐車場の建設工事が始まる[15]。西口でも自転車駐車場出入り口の工事が始まる。駅前広場への放置自転車が多く、歩行者や路線バスの妨げとなっていた。
- 1992年（平成4年）5月20日：東大宮駅東口自転車駐車場が完成する[15]。
- 1996年（平成8年）1月13日：砂土地区画整理事業（第2工区）の換地処分が前日に行われた[14]ことに伴い、事業区域とその周辺で町名地番変更が行われ、大字砂・大字大和田・大字堀崎の各一部から東大宮七丁目が成立。また、大字砂および大字大和田の各一部が東大宮一丁目に、大字砂および大字島の各一部が東大宮六丁目にそれぞれ編入される。
- 2001年（平成13年）
  - 5月1日：浦和市・大宮市・与野市が合併し、さいたま市が発足。東大宮一丁目 - 七丁目と砂町一丁目・二丁目は同市の町丁となり、大字砂は同市の大字となる。
  - 11月9日：地域居住者の増加や建物の老朽化のため、東大宮駅前交番の建て替え工事が開始される[15]。
- 2002年（平成14年）4月4日 - 東大宮駅前交番の建て替え工事が完了[15]。
- 2003年（平成15年）4月1日 - さいたま市が政令指定都市に移行。東大宮一丁目 - 七丁目と砂町二丁目は同市見沼区の町丁となり、砂町一丁目は同市北区の町丁となる。また、大字砂は見沼区の大字となる。

## 世帯数と人口
2017年（平成29年）9月1日時点の世帯数と人口は、以下のとおりである。
| 丁目         | 世帯数     | 人口     |
| ------------ | ---------- | -------- |
| 東大宮一丁目 | 1,371世帯  | 3,004人  |
| 東大宮二丁目 | 1,360世帯  | 2,844人  |
| 東大宮三丁目 | 1,219世帯  | 2,630人  |
| 東大宮四丁目 | 2,597世帯  | 5,129人  |
| 東大宮五丁目 | 1,577世帯  | 2,997人  |
| 東大宮六丁目 | 1,774世帯  | 3,628人  |
| 東大宮七丁目 | 2,196世帯  | 4,878人  |
| 計           | 12,094世帯 | 25,110人 |

## 小・中学校の学区
市立小・中学校に通う場合、学区（校区）は以下のとおりとなる。
| 丁目         | 区域                           | 小学校                     | 中学校                   |
| ------------ | ------------------------------ | -------------------------- | ------------------------ |
| 東大宮一丁目 | 1 - 70番地                     | さいたま市立大砂土東小学校 | さいたま市立土呂中学校   |
| 東大宮一丁目 | その他                         | さいたま市立大砂土東小学校 | さいたま市立大砂土中学校 |
| 東大宮二丁目 | 1 - 32番地                     | さいたま市立見沼小学校     | さいたま市立土呂中学校   |
| 東大宮二丁目 | その他                         | さいたま市立見沼小学校     | さいたま市立泰平中学校   |
| 東大宮三丁目 | 全域                           | さいたま市立見沼小学校     | さいたま市立泰平中学校   |
| 東大宮四丁目 | 29 - 60番地                    | さいたま市立見沼小学校     | さいたま市立泰平中学校   |
| 東大宮四丁目 | その他                         | さいたま市立見沼小学校     | さいたま市立土呂中学校   |
| 東大宮五丁目 | 全域                           | さいたま市立島小学校       | さいたま市立土呂中学校   |
| 東大宮六丁目 | 全域                           | さいたま市立島小学校       | さいたま市立土呂中学校   |
| 東大宮七丁目 | 1 - 41番地 43 - 50番地         | さいたま市立島小学校       | さいたま市立土呂中学校   |
| 東大宮七丁目 | 51 - 55番地 58 - 64番地 66番地 | さいたま市立島小学校       | さいたま市立大砂土中学校 |
| 東大宮七丁目 | その他                         | さいたま市立大砂土東小学校 | さいたま市立大砂土中学校 |
| 砂町二丁目\| | 1 - 69番地1                    | さいたま市立見沼小学校     | さいたま市立土呂中学校   |
| 砂町二丁目\| | その他                         | さいたま市立見沼小学校     | さいたま市立泰平中学校   |

## 交通

### 鉄道
東大宮二丁目・四丁目の各東縁を東日本旅客鉄道（JR東日本）宇都宮線が通り、東大宮四丁目に東大宮駅がある。最寄り駅は地点によって異なり、東大宮駅のほか、東日本旅客鉄道（JR東日本）宇都宮線の土呂駅、東武野田線（東武アーバンパークライン）の大和田駅、埼玉新都市交通伊奈線（ニューシャトル）の今羽駅、同吉野原駅を最寄りとする地点もある。また、旅客施設ではないが、東大宮三丁目に大宮総合車両センター東大宮センターの北端部が掛かる。

### 道路
- 埼玉県道5号さいたま菖蒲線（第二産業道路）
- 埼玉県道144号東大宮停車場線（砂西大通線）
- 東大宮七里線
- 砂本郷線
- 出戸橋通り（砂春岡線）
- 東大宮岩槻線
- 神明橋通り

### バス・乗合タクシー
- 東武バスウエスト
  - 大宮営業事務所
    - 東大11：東大宮駅→新堀→尾山台小学校→尾山台団地→新堀→東大宮駅〈尾山台団地循環〉
（平日の朝夕〈土曜および日曜・祝日は朝昼〉のみ）
    - 東大12：東大宮駅→新堀→尾山台小学校→原市団地北口→新堀→東大宮駅〈原市団地循環〉
    - 東大12：東大宮駅→新堀→尾山台小学校→原市団地北口→診療所（深夜バスも運行・平日のみ1本）
    - 東大12：東大宮駅→新堀→尾山台小学校→原市団地北口→原市団地中学校入口（深夜バスも運行）
    - 宮01：東大宮駅 - 県営砂団地 - 瓦葺 - 工業団地東 - 本郷新田 - 宮原駅東口（平日のみ2本）
    - 大45：大宮駅東口→植竹→本郷住宅→東大宮駅→尾山台小学校→原市団地中学校入口（深夜バス・平日のみ1本）
- 国際興業バス
  - さいたま東営業所
    - 東大01：東大宮駅 - 東大宮六丁目 - 深作中 - アーバンみらい
    - 東大02：東大宮駅→東大宮六丁目→深作中→アーバンみらい→ファミリータウン西→ 東大宮六丁目→東大宮駅〈春岡先回り循環〉（午前のみ）
    - 東大02：東大宮駅→東大宮六丁目→ファミリータウン西→アーバンみらい→深作中→東大宮六丁目→東大宮駅〈ファミリータウン先回り循環〉（午後のみ。深夜バスも運行・平日のみ2本）
    - 東大02-2：東大宮駅 - 東大宮六丁目 - ファミリータウン西 - アーバンみらい - 深作中
    - 東大03：東大宮駅 - 東大宮七丁目 - 堀崎町団地 - 見沼区役所 - 大和田駅
    - 東大81：さいたま東営業所 - 神宮台入口 - 七里駅入口 - 深作中 - アーバンみらい - 丸ヶ崎火の見下 - 東大宮駅
（東大宮駅→さいたま東営業所に深夜バスも運行・平日のみ2本）
    - 大14：大宮駅東口→西中野→大和田駅入口→東大宮駅→アーバンみらい→深作中（深夜バス・平日のみ1本）
    - ミッドナイトアロー蓮田・久喜：大宮駅東口→東大宮駅西口→蓮田駅西口→蓮田西新宿→白岡駅西口→白岡ニュータウン入口→新白岡駅東口→久喜駅西口（深夜急行バス・平日のみ1本）
- 朝日自動車
  - 菖蒲営業所
    - HO21：東大宮駅 - 県営砂団地 - 下新町 - 西原 - 上尾駅東口《県営砂団地経由》
    - HO22：東大宮駅 - 尾山台小学校 - 原市団地北口 - 沼南駅前 - 西原 - 上尾駅東口《尾山台団地経由》
- さいたま市乗合タクシー
  - 見沼区大砂土東地区乗合タクシー「みぬま号」：東大宮駅 - 大砂土中学校 - 市民の森 - 彩の国東大宮メディカルセンター - 土呂駅（平日のみ）

## 地域

### 県営住宅
東大宮三丁目
- 大宮砂住宅
  - 通称名：県営大宮砂団地

### 市営住宅
東大宮二丁目
- 砂住宅

### 公園・緑地
東大宮一丁目
- 本村公園
- 築地公園
- 稲荷公園

東大宮二丁目
- 堀の内公園
- 東大宮親水公園 - 三丁目にまたがる
- 東大宮東北原公園

東大宮三丁目
- 東大宮親水公園 - 二丁目にまたがる
- 東大宮三丁目公園
- 東大宮三丁目西公園
- 東大宮三丁目ふれあい公園

東大宮四丁目
- 原際公園
- 中北原公園

東大宮五丁目
- 東大宮中央公園
- 大宮大原公園

東大宮六丁目
- 一本松公園
- 藁田島公園

東大宮七丁目
- 登戸公園
- 砂中央公園

### 施設
地内に東大宮駅があるため、その周囲に数多くの商業施設や民間施設が立地する。
東大宮一丁目
- 北辰図書本社
- さいたま市立大砂土中学校
- 埼玉歯科技工士専門学校
- 東大宮自治会館
- 八雲神社 - 市指定天然記念物「砂の大ケヤキ」があり、市指定無形民俗文化財の「砂の万灯」が行われる。
  - 馬頭観音堂
- 築地稲荷神社 - 築地公園南側
- 福徳稲荷神社 - 稲荷公園内
- 地蔵院

東大宮二丁目
- さいたま市立見沼小学校
- 東大宮二丁目集会所

東大宮三丁目
- 東大宮三丁目自治会館

東大宮四丁目
- 埼玉りそな銀行 東大宮支店
- JAさいたま 本店・東大宮支店
- 見沼区役所東大宮支所
  - 東大宮コミュニティセンター
  - 見沼消防署東大宮出張所
- 見沼北ケアセンターそよ風
- 武蔵野銀行 片柳支店
- 埼玉縣信用金庫 東大宮支店
- 東大宮西口郵便局
- さいたま市水道局 東大宮浄水場
- 東大宮四丁目自治会館

東大宮五丁目
- 大宮東警察署東大宮駅前交番
- みずほ銀行 大宮支店 東大宮駅前出張所
- 埼玉りそな銀行 東大宮支店 東大宮駅東口出張所
- 東大宮駅前郵便局
- 武蔵野銀行 東大宮支店

東大宮六丁目
- 川口信用金庫 東大宮支店
- 東大宮六丁目自治会館

東大宮七丁目
- 栃木銀行 東大宮支店
- 福寿幼稚園
- 氷川社

砂町二丁目
- 学校法人 佐藤栄学園 栄東中学・高等学校